# Haet ende Nijt
Haet ende Nijt, ook Haet ende Nijd(t), Haet ende Nyt of Haat en Nijd, is een laat-15e-eeuws, begin-16e-eeuws rondeel in de zogenaamde Nieuwstad-uitbreiding van het Maastrichtse Jekerkwartier. Samen met het nabije rondeel De Vijf Koppen vormde Haet ende Nijt de begrenzing van een uitbreiding van de oorspronkelijk laat-13e-eeuwse tweede stadsomsluiting van Maastricht. Beide rondelen zijn rijksmonumenten en zijn beeldbepalende onderdelen van het Stadspark Maastricht.

## Ligging
Het rondeel "Haet ende Nijt" is gelegen in het Mgr. Nolenspark in Maastricht. Het rondeel maakt deel uit van de tweede stadsomwalling van Maastricht en wel het deel dat de zogenaamde Nieuwstad ten zuiden van de Helpoort omsluit. Aan de noordoostzijde van het rondeel loopt de stadsmuur door naar  Poort Waerachtig, een uit de negentiende eeuw stammende doorbraak door de stadsmuur, en het rondeel De Vijf Koppen.

## Bouwgeschiedenis
Nadat de eerste stadsmuur uit het tweede kwart van de dertiende eeuw al na enkele decennia te krap bleek, besloot men vanaf circa 1294 de langs de uitvalswegen ontstane voorsteden binnen een nieuw te bouwen enceinte (stadsomsluiting) te brengen. De nieuwe omsluiting werd in 1380 in gebruik genomen, hoewel er nog tot circa 1500 aan gebouwd werd. De tweede stadsmuur op de linker Maasoever had een lengte van 4,4 km, inclusief ca. 900 m van de eerste muur, voornamelijk langs de Maas. De hoogte varieerde van 6 tot 9 m. Er kwamen vijf nieuwe land- of veldpoorten en twee waterpoorten. Daarnaast bleven de bestaande Maaspoorten in functie, en tot aan het einde van de 15e eeuw ook de Helpoort.

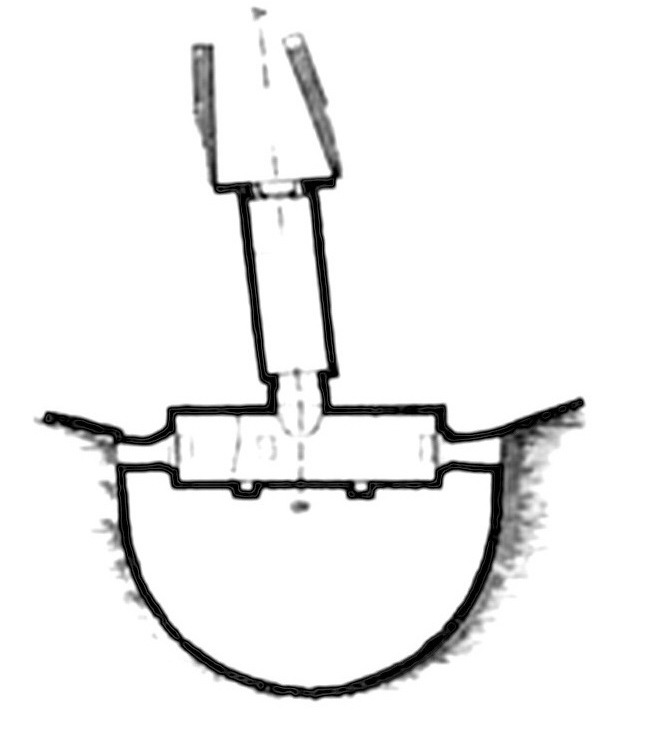
Plattegrond van de onderste kazemat

De tweede enceinte omsloot in eerste instantie niet de Nieuwstad, het bewoonde gebied gelegen voor de Helpoort. In de periode 1486-1490 werd een omwalling aangelegd, die liep vanaf de Sint-Pieterspoort tot aan de Maas, met minstens één aarden bolwerk en een gracht. In de periode 1505-1511 werd de aarden walmuur verschillende keren beschadigd door overstromingen van de rivier de Jeker. Wellicht waren deze overstromingen, de laatste in 1511, reden om de aarden omwalling te vervangen door een stenen muur. Op 29 mei 1515 werd in ieder geval het bevel uitgevaardigd om met de verstening te beginnen. Het aanwezige aarden bolwerk werd vervangen door een bolwerk van steen. Het rondeel kwam in 1516 gereed en werd later bekend als "Haat en Nijd". Het halfrond uitgebouwde rondeel heeft een middellijn van vijftien meter en werd bekleed met blokken Naamse steen. De vormgeving van beide Nieuwstadrondelen is verwant met die van twee andere bolwerken uit dezelfde periode: het Schonenvaardersbolwerk en de noordelijke voortoren van de Brusselsepoort, beide verdwenen.
Rond 1550 werden twee boven elkaar gelegen kazematten in het rondeel gerealiseerd, waar geschut werd opgesteld, dat flankvuur kon geven. Later, in ieder geval in de achttiende eeuw, werden de kazematten als kruitmagazijn gebruikt. Verder was rondeel grotendeels opgevuld met grond en puin. Op het rondeel en boven de ingang van de bovenste kazemat is de stadsster van Maastricht aangebracht als teken dat de stad Maastricht de bouw van het rondeel betaald heeft. Op een ingemetselde Naamse steen is een Bourgondisch schuinkruis met vuurslag afgebeeld tussen twee vijfpuntige sterren, respectievelijk verwijzend naar Bourgondië en Maastricht.

## Naamgeving
Het rondeel had waarschijnlijk van den beginne de naam "Haet ende Nijt" (zie tekst naamsteen hieronder), maar werd daarnaast met andere benamingen aangeduid. In 1528 werd aan het rondeel gerefereerd als "het nuwe bolwerck" en in 1771 als "de polvertoren", oftewel de kruittoren. In de 19e eeuw werd Haet ende Nijt door (amateur)historici als Philippe van Gulpen en Jan Brabant aangeduid als "De Vijf Koppen". Niet duidelijk is hoe die verwarring is ontstaan. Mogelijk hield de nabijheid van de watermolen De Vijf Koppen daarmee verband.

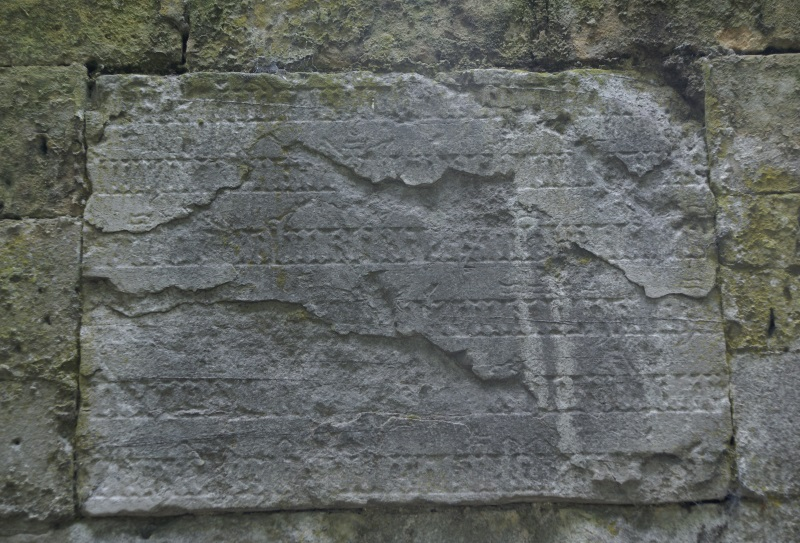
Verweerde steen met tekst beginnend met Haet ende Nijt

Haet ende Nijt dankt zijn huidige naam aan de beginregel van een tekst die boven de toegang tot de bovenste kazemat is aangebracht. De steen met de tekst in laatgotisch schrift is zwaar geërodeerd. In 2018 werd een beter leesbare replica ingemetseld.
De tekst luidt:
[HAET] ENDE NIJT BEN ICK GHENANT

MINEN VIANDEN BEN ICK ONBECANT

ENDE OC VOLMACKT ALS MEN MACH SIEN

[BI MEISTER] HERMAN I D ZARAZIEN

DOE MEN [SCREEF ...] VOERWAER

DUYSENT VYFHONDERT ENDE SESTIEN JAER
De onleesbare tekstdelen zijn tussen vierkante haken geplaatst. De genoemde 'meister Herman in de Zarazien' was Herman van Lutteroer, die in De Zarazijn (Saraceen), ofwel De Moriaan in de Muntstraat woonde. Hij was 'peymeester' van de stad en in die functie verantwoordelijk voor het bijeen brengen van gelden voor de aanleg van het rondeel. De vermelding van zijn naam en het gebruikte gotische schrift geven aan dat de steen, en dus ook de naam Haet ende Nijt, uit de bouwtijd (1516) dateert.
Het nabijgelegen rondeel De Vijf Koppen en de laat-19e-eeuwse Poort Waerachtig danken hun namen aan de volksmond.

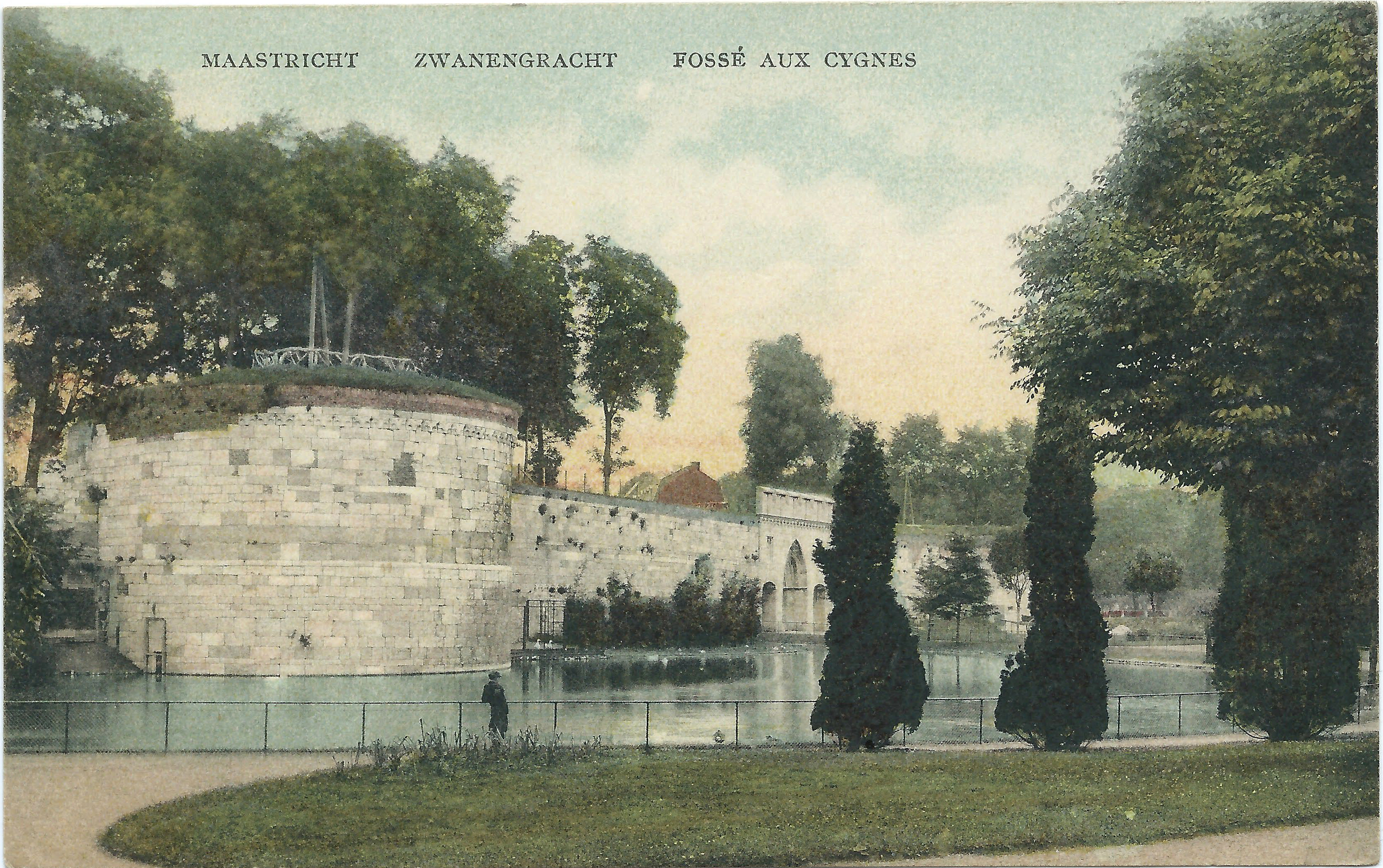
Oude ansichtkaart met rondeel en 'Zwanengracht'
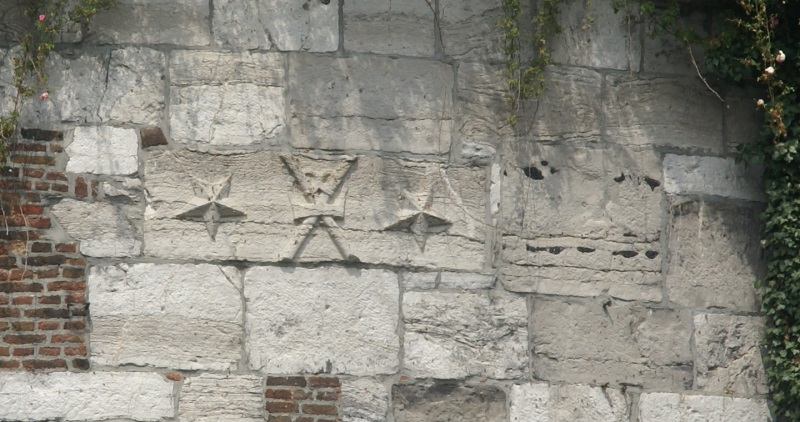
Wapensteen met stadssterren en Bourgondisch wapen
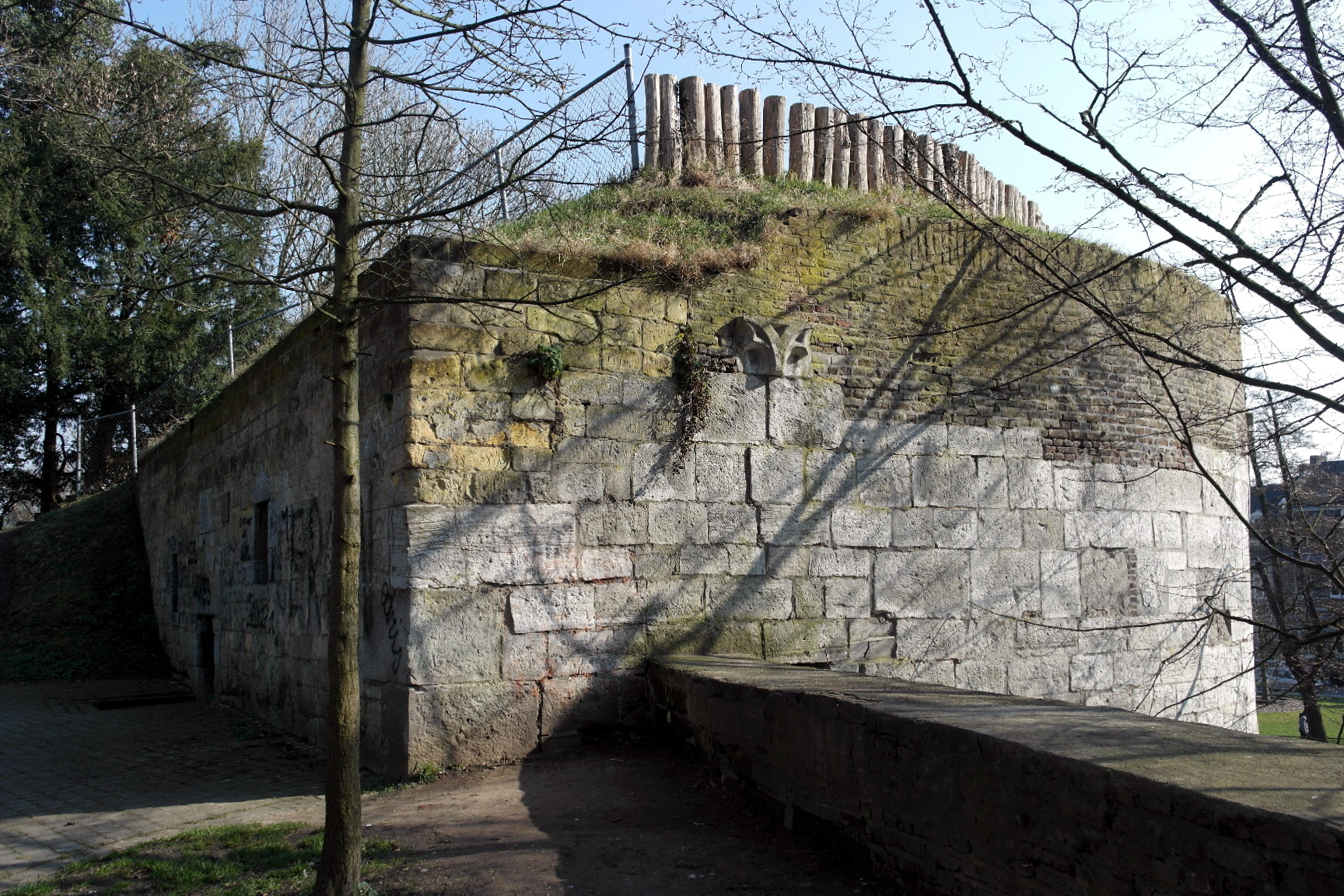
Het rondeel vanuit het westen gezien
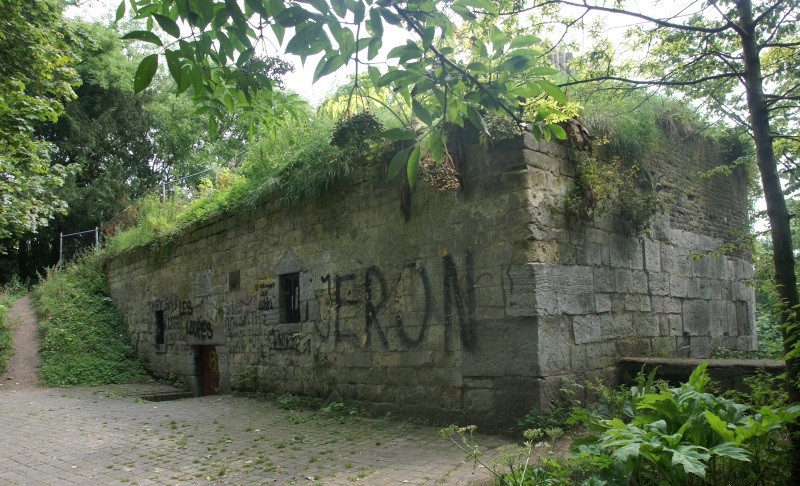
Stadszijde rondeel met toegang bovenste kazemat